# Изюмская излучина
Изюмская излучина (Изюмская лука; укр. Ізюмська лука) — региональный ландшафтный парк площадью 5 002 га, образованный в 2003 году на территории Балаклейского и Изюмского районов Харьковской области Украины.
Основными охранными приоритетами для заповедной территории парка являются:
- Сохранение мест гнездования серого журавля.
- Сохранение сосновых массивов-мест гнездования орлана-белохвоста, могильника, большого подорлика, балабана и других дневных хищников.
- Сохранение мест формирования передмиграционного скопления серого журавля.
- Ликвидация факторов биологического конфликта между акклиматизированными и аборигенными видами.

Управляющей организацией парка является государственное предприятие «Изюмское лесное хозяйство».

## География

### Расположение
Региональный ландшафтный парк «Изюмская излучина» расположен в долине реки Северский Донец в Балаклейскоми и Изюмском районах Харьковской области Украины возле сёл Петровское, Завгороднее и Протопоповка.
Парк размещён на территории двух лесничеств:
- Петровского участки: 140—143, 148—152, 164, 165, 169, 186—188, 213—215, 242, 273, 274.
- Завгороднего участки: 323, 324, 365, 366, 406, 407, 449, 604—623.

### Описание ландшафтов
Парк «Изюмская излучина» характеризуется значительным разнообразием ландшафтов.
Согласно с физико-географическим районированием «Изюмская излучина» относится к северной степной подзоне украинской степи и её Донецко-Донской северостепной провинции.

## История
На уникальность природного комплекса Изюмской излучины учёные обратили внимание ещё в 1920-х годах.
Благодаря их усилиям, в 1937 году эта территория получила статус заповедника местного значения под названием «Чернетчина».
Он имел площадь около 22 000 га.
Но в 1951 году заповедник был ликвидирован.
Новые объекты природно-заповедного фонда появились на этой территории в 1984 году: Изюмская дача, Красношахтарська, Песковский, Петровский дуб-великан, но их общая площадь составляла лишь 102,1 га.
В 1990 году Постановлением Верховного Совета УССР было запланировано создание здесь заказника до 2000 года общей площадью 25676 га, однако из-за распада СССР это не было реализовано.
Наконец, в 2003 году региональный ландшафтный парк «Изюмская излучина» был создан, но в очень усечённом виде из-за сопротивления местных властей, которые были причастны к вырубке лесов и охота — вместо 26000 га, как сначала планировались, в региональный ландшафтный парк было выделено лишь 2560 га.
В 2005 году решением Харьковского областного совета площадь парка была увеличена до 5002 га.

## Биосфера

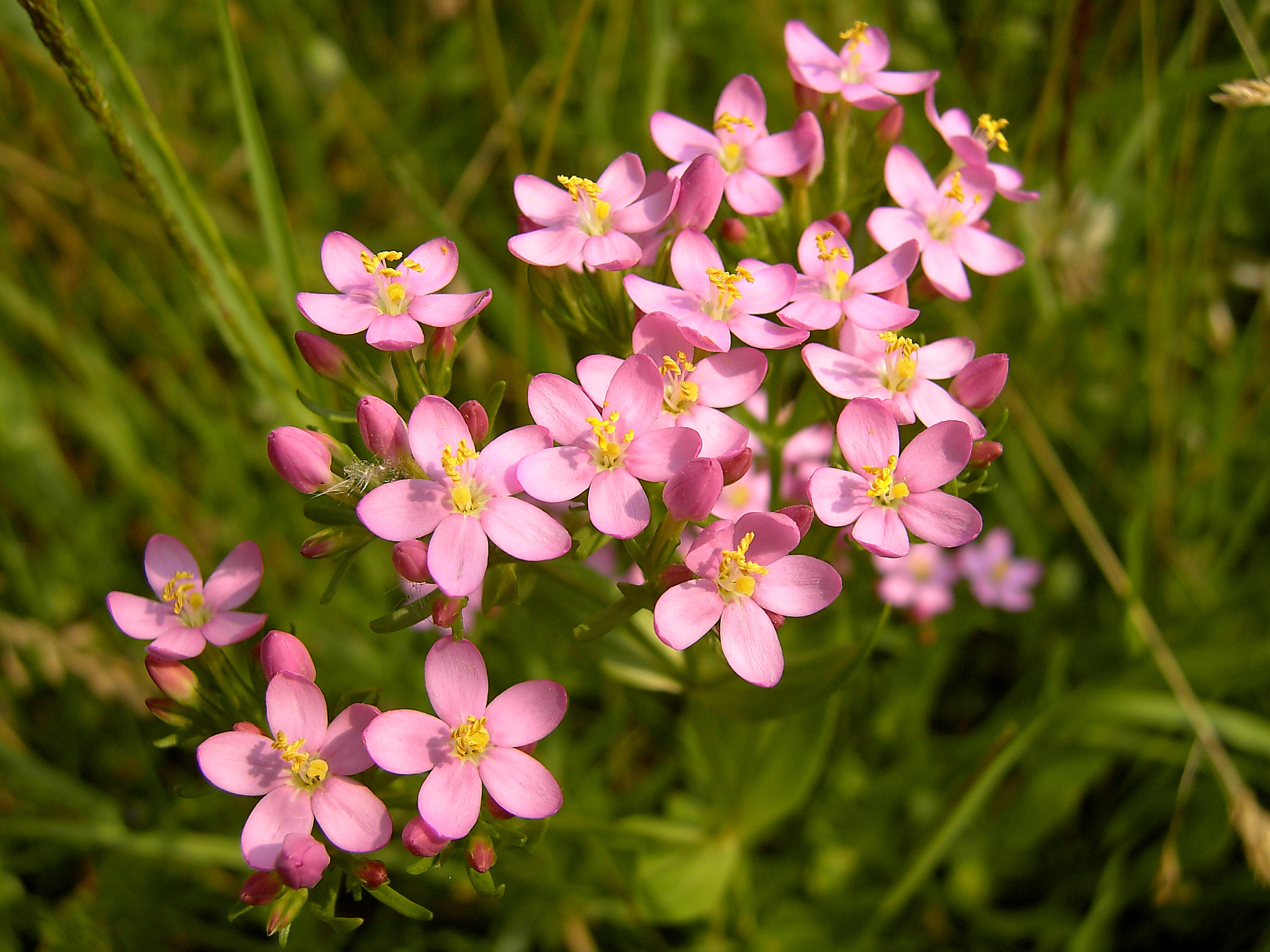
Золототысячник

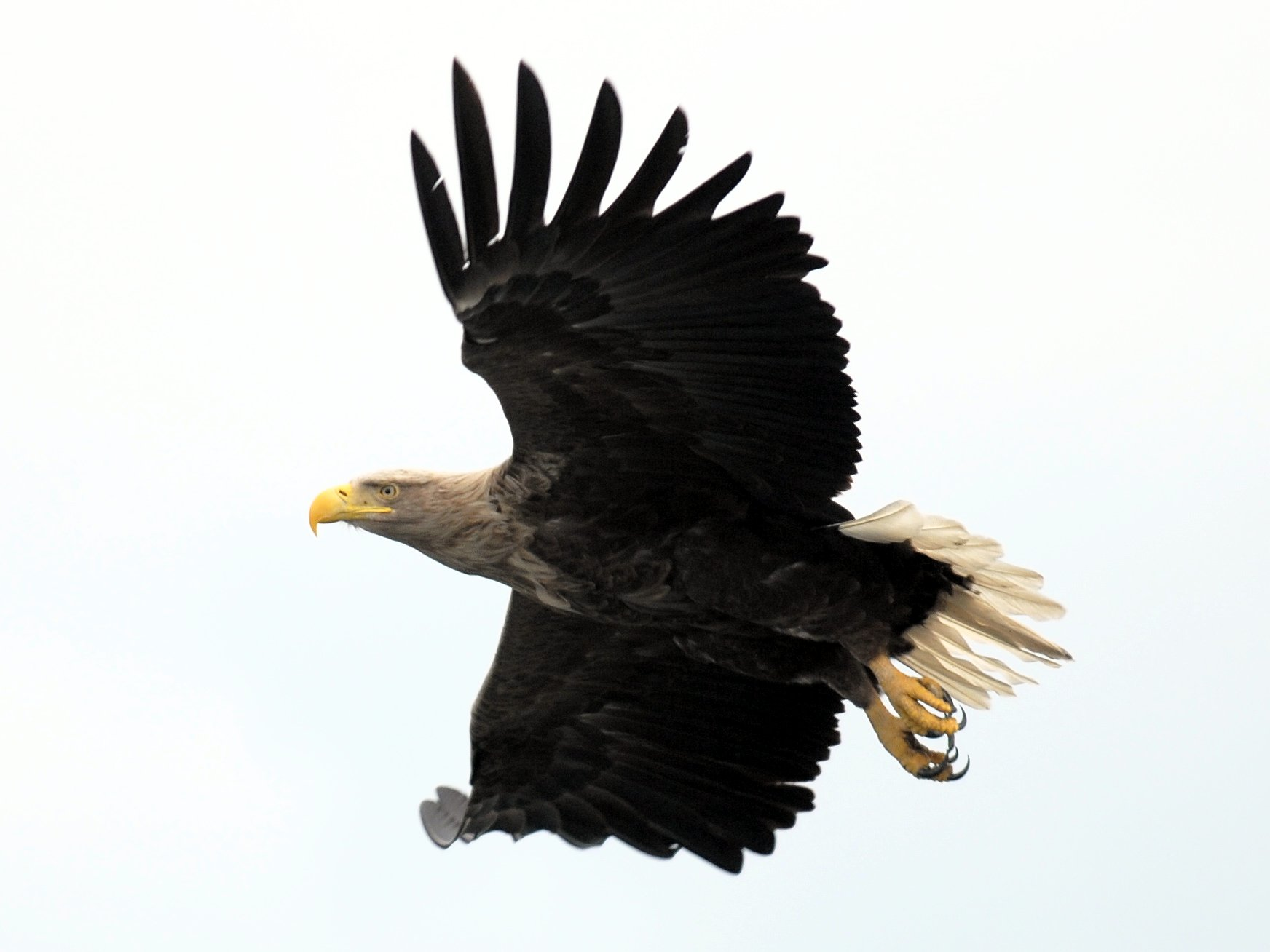
Орлан-белохвост

### Растительный мир
«Изюмская излучина» характеризуется разнообразием естественной растительности, комплекс которой имеет рекреационную ценность.
Специалисты характеризуют лесной массив парка первой категории бонитета, как «исключительно ценный», который расположен при этом в зоне засушливой степи Украины.
Леса «Изюмской излучины» отнесены к особой категории защищённости.
Древостои представлены экземплярами отдельных сосен, дубов и тополей, достигающих 100—150 летнего возраста и огромных размеров.
Часть произрастающих в парке растений занесена в Зелёную книгу Украины.
Из редких растений особого внимания заслуживают ковыль днепровский, белокрыльник болотный, золототысячник, прострел луговой, тюльпан дубравный, шпажник черепитчатый, рябчик русский, петушки боровые, вязель красочный, медвежий лук, змеиный лук, сальвиния плавающая, кувшинка белая и кувшинка жёлтая.

### Животный мир
На территории «Изюмской излучины» обитают:
- 4 вида животных, занесённых в Европейскую Красную книгу — 1 вид млекопитающих и 3 вида птиц.
- 20 видов, занесённых в Красную книгу Украины — 2 вида пресмыкающихся, 14 видов птиц и 4 вида млекопитающих.
- 33 вида, редких для Харьковской области — 3 вида земноводных, 5 видов пресмыкающихся и 24 вида птиц.

## Экология
Территория парка «Изюмская излучина» включена в участок добычи сланцевого газа, что вызывает озабоченность и протесты у экологов.
По их мнению разведка и добыча газа может нанести непоправимый урон заповедной территории и всему парку.